# FK Smoleńsk (2018)
FK Smoleńsk (ros. ФК Смоленск, /ˈfəka smɐˈlʲɛnsk/) – rosyjski klub piłkarski z siedzibą w Smoleńsku, na zachodzie kraju. Barwy klubu – czerwono-niebieskie.

## Historia
W 2018 roku, po rozwiązaniu klubu Dniepr Smoleńsk, powstał nowy klub: FK Smoleńsk (ros. ФК Смоленск). W sezonie 2020/21 rozpoczął rozgrywki w Drugiej Dywizji.